# Hans Christian Gram
Hans Christian Joachim Gram (Copenhague, 13 de septiembre de 1853 -Copenhague, 14 de noviembre de 1938) fue un bacteriólogo danés que desarrolló la tinción de Gram, un método de amplio uso en microbiología que ayuda a clasificar bacterias y a hacerlas más visibles en el microscopio.

## Datos biográficos
De origen danés, estudió botánica en la Universidad de Copenhague, siendo asistente con el naturalista Japetus Steenstrup. Su estudio de plantas lo introdujo en los fundamentos de farmacología y el uso del microscopio.
Luego ingresó a la carrera médica, graduándose en Medicina en el año 1878. Se graduó con una tesis acerca del tamaño de los glóbulos rojos humanos. Hasta 1885 estuvo realizando diversos viajes por Europa formándose en bacteriología y farmacología. En 1882, Paul Ehrlich publicó un método para colorear el bacilo de la tuberculosis: esta publicación fue un aliciente para que Gram comenzara sus experimentos con la coloración de las bacterias.[cita requerida]
Mientras se encontraba en uno de sus viajes en Berlín, intentó establecer la diferencia entre dos bacterias causantes de neumonía: Klebsiella pneumoniae y el Neumococo. El proceso de coloración de bacterias fue el siguiente: añadir violeta de genciana, fijación con yodo en una solución de yoduro de potasio, y finalmente, realizar un lavado con etanol. De este modo, observó que algunas bacterias se teñían de morado, y las denominó bacterias Gram positivas.[cita requerida]
Unos años más tarde, el científico alemán Karl Weigert amplió este descubrimiento añadiendo safranina después del procedimiento de Gram, y observó que algunas bacterias no se teñían y otras se teñían de rojo. Estas últimas fueron llamadas bacterias Gram negativas.[cita requerida]
Este descubrimiento ha tenido y tiene una relevante importancia, ya que permite diferenciar las bacterias en dos bloques: bacterias Gram positivas y bacterias Gram negativas, de gran utilidad para elegir un determinado tratamiento antibiótico.[cita requerida]
En 1891, fue nombrado profesor de farmacología de la Universidad de Copenhague. Fue médico practicante durante toda su vida, presidente de la Comisión de Pharmacopeia entre 1901 y 1921, y director del Departamento de Medicina Interna del Hospital Frederiks de Copenhague, hasta su retiro en 1923.

## Tinción de Gram
Gram siguió el método de Paul Ehrlich, utilizando una solución de anilina y violeta de genciana. Después un tratamiento con lugol (yodo en yoduro potásico acuoso) y etanol, observando que algunas bacterias retenían el colorante (por ejemplo, los neumococos), mientras que otras no lo hacían. Esto permitió dividir las bacterias en Gram positivas y en Gram negativas, clasificación que es de gran utilidad hoy día para elegir un tratamiento antibiótico.

## Otras contribuciones
- Gram fue uno de los primeros en reconocer la importancia de la macrocitosis en la anemia perniciosa.
- Los cuatro volúmenes de conferencias clínicas que publicó como docente se usaron ampliamente en su país.[2]

## Reconocimientos
- Miembro de la Comisión Real de Salud (1893)
- Miembro honorario del Colegio Sueco de Médicos (1905-)
- Miembro de la Federación de Médicos Internos de Alemania (1907)
- Miembro de la Federación Danesa de Medicina Interna (1932)
- Doctor honoris causa por la Universidad de Cristiana, hoy Universidad de Oslo
- Cruz del Comendador de primera clase (1912)
- Medalla de Oro al Mérito (1924)[2]
- El 13 de septiembre de 2019, Google conmemoró el aniversario de su nacimiento (166 años) con un Doodle.[3]